# Schwarzzügelastrild
Der Schwarzzügelastrild (Estrilda nigriloris) ist eine kaum erforschte Vogelart aus der Familie der Prachtfinken. Es werden keine Unterarten für diese Art unterschieden. Aufgrund seiner Ähnlichkeit mit dem Wellenastrild (Estrilda astrild) wird er von manchen Forschern als dessen Unterart betrachtet.

## Merkmale
Der Schwarzzügelastrild erreicht eine Länge von 11 Zentimetern. Es gibt keinen ausgeprägten Sexualdimorphismus. Die Flügellänge beträgt 46 Millimeter, die Schwanzlänge 45 Millimeter, die Schnabellänge 8–9 Millimeter und die Lauflänge 16 Millimeter. Vom Wellenastrild unterscheidet er sich durch die schwarze anstatt rote Zügel- und Augengegend sowie durch den kürzeren und kompakteren Schnabel. Durch die Augen verläuft ein rautenförmiger Fleck und darüber eine feine rötlichweiße Linie. Das rehbraune bis graue Gefieder ist an den Flanken und am Bauch mit einem feinen Wellenmuster gebändert. Der Steiß ist schwarz.

## Verbreitung
Der Schwarzzügelastrild kommt in der Demokratischen Republik Kongo vor. Nachweise gibt es aus dem Tal des Lualaba südlich von Kiabo, von Katanga, von Kaleka, von Zombe, von Mabwe und vom Upembasee.

## Lebensweise und Lebensraum
Über die Lebensweise des Schwarzzügelastrilds ist fast nichts bekannt. Er bewohnt die sumpfreichen Gebiete zwischen dem Lualaba River und dem Upembasee. Nahrungssuche, Stimme und Brutbiologie sind vermutlich dem Verhalten des Wellenastrilds ähnlich.

## Status
Vom Schwarzzügelastrild gab es ab 1950 keine Sichtungen, bis er 2023 zum ersten Mal fotografiert wurde. Die IUCN führt ihn in der Kategorie „unzureichende Datenlage“ (data deficient), da weitere Studien notwendig sind, um seinen Status als valide Art, seinen Populationsstatus und seine Verbreitung zu klären.